# Sphaerotheca dobsoni
Sphaerotheca dobsoni és una espècie de granota que viu a l'Àsia meridional.